# Ludmila Lundáková
Ludmila Lundáková (16 de agosto de 1934) es una exjugadora de baloncesto checoslovaca. Consiguió 3 medallas en competiciones oficiales con Checoslovaquia.